# Prințul Tomislav al Iugoslaviei
Prințul Tomislav al Iugoslaviei (în sârbă Томислав Карађорђевић; 19 ianuarie 1928 – 12 iulie 2000) a fost un membru al Casei Karađorđević.

## Biografie
Prințul Tomislav s-a născut la 19 ianuarie 1928, ca al doilea fiu al regelui Alexandru I al Iugoslaviei (1888–1934) și a reginei Maria (1900–1961), care a fost a doua fiică a regelui Ferdinand I al României și a reginei Maria a României.
A fost botezat la 25 ianuarie într-un salon al Palatului Nou din Belgrad, cu apă din Vardar, Dunăre și Marea Adriatică. Prințul a fost numit după Tomislav al Croației, rege al Croației medievale.
Și-a început educația elementară la palatul Belgrad. În perioada 1937-1941 a urmat școala Sandroyd în Cobham, Anglia, apoi școala Oundle în perioada 1941–1946 și Clare College, Cambridge în 1946-1947.

### Căsătorie și copii
La 5 iunie 1957, la Salem, s-a căsătorit cu Prințesa Margarita de Baden. Tomislav și Margarita au divorțat în 1981. Ei au avut doi copii:
- Prințul Nikolas (n. 15 martie 1958, Londra); s-a căsătorit cu Ljiljana Licanin (n. 1957) la 30 august 1992 în Danemarca; ei au o fiică, Prințesa Marija (n. 31 august 1993, Belgrad)
- Prințesa Katarina (n. 28 noiembrie 1959, Londra); s-a căsătorit cu Sir Desmond de Silva (n. 1939) și au o fiică, Victoria Marie Esme de Silva (n. 6 septembrie 1991). Cuplul a divorțat.

La 16 octombrie 1982, s-a căsătorit cu Linda Mary Bonney (n. 1949, Londra), cu care a avut doi fii:
- Prințul George (n. 25 mai 1984, Londra)
- Prințul Michael (n. 15 decembrie 1985, Londra).